# Serie B2 2012-2013 (pallavolo maschile)
La Serie B2 2012-2013 si è svolta dal 13 ottobre 2012 al 5 giugno 2013: al torneo hanno partecipato centonove squadre di club italiane.

## Regolamento

### Formula
Le squadre, divise in otto gironi, hanno disputato un girone all'italiana, con gare di andata e ritorno, per un totale di ventisei giornate; al termine della regular seson:
- La prima classificata di ogni girone è promossa in Serie B1.
- La seconda e la terza classificata di ogni girone hanno acceduto ai play-off promozione, strutturati in semifinali e finale, entrambe giocate al meglio di due vittorie su tre gare: le quattro vincitrici sono promosse in Serie B1.
- Le ultime due classificate del girone A, G e H e le ultime tre classificate del girone B, C, D, E e F sono retrocesse in Serie C.

### Criteri di classifica
Se il risultato finale è stato di 3-0 o 3-1 sono stati assegnati 3 punti alla squadra vincente e 0 a quella sconfitta, se il risultato finale è stato di 3-2 sono stati assegnati 2 punti alla squadra vincente e 1 a quella sconfitta.
L'ordine del posizionamento in classifica è stato definito in base a:
- Punti;
- Numero di partite vinte;
- Ratio dei set vinti/persi;
- Ratio dei punti realizzati/subiti.

## Squadre partecipanti

### Girone A
- Alba
- Biella
- Chieri
- Fossano
- Lucernate
- Lunica
- Parella
- Piemonte II
- Sabazia
- Sant'Anna
- Santhia
- Saronno
- Torino

### Girone B
- Agliatese
- Argentia
- Bedizzole
- Bellusco
- Bollate
- Castellana
- Canottieri Ongina
- Isola
- Milano II
- Quaderni
- Segrate
- Top Team Mantova
- Vallecamonica Sebino
- Viadana

### Girone C
- Adriavolley
- Aduna Padova
- Argentario
- Futura Cordenons
- Gemona
- Giorgione
- Loreggia
- Montebelluna
- Prata
- Silvolley
- Sloga
- Trentino II
- Treviso
- Valsugana

### Girone D
- 4 Torri Ferrara
- Audax Parma
- Camaiorese
- Campeginese
- Crevavolley
- Gran Volley
- La Spezia
- Massa
- Modena Est
- Porto Ravenna
- Sassuolo
- Scandiano
- Stadium Mirandola
- Villa d'Oro

### Girone E
- Arno
- Bacci
- Club Cesena
- Fenice Cesena
- Forlì
- Fucecchio
- Invicta
- Marconi
- M&G
- Morciano
- Offagna
- Orvieto
- San Marino
- Volley '79

### Girone F
- Anguillara
- Arvalia
- Casalbertone
- Civita Castellana
- Civitavecchia
- Club Italia
- Il Fungo Arzachena
- Isola Sacra
- M. Roma
- Marino
- Ostia
- Roma 7
- Sarroch
- Silvio Pellico 3P

### Girone G
- Alessano
- Chieti
- Falchi Ugento
- Hatria
- Lacaita Torricella
- Leverano
- Marigliano
- Montorio
- Ostuni
- Pescara 3
- Pulsano
- Rinascita Lagonegro
- Virtus Paglieta

### Girone H
- Augusta
- Callipo II
- Cinquefrondi
- Coordiner Club
- Leonforte
- Luck
- Misterbianco
- Modica
- Ragusa
- Trapani
- Valley
- Volo Virtus Lamezia
- Rossano

## Torneo

### Play-off promozione

#### Tabellone
|  | Semifinali | Semifinali        | Semifinali | Semifinali | Semifinali |    |           | Finale | Finale  | Finale | Finale | Finale |
|  |            |                   |            |            |            |    |           |        |         |        |        |        |
|  | 2A         | Sant'Anna         | 3          | 3          |            |    |           |        |         |        |        |        |
|  | 2A         | Sant'Anna         | 3          | 3          |            |    |           |        |         |        |        |        |
|  | 3B         | Canottieri Ongina | 1          | 2          |            |    |           |        |         |        |        |        |
|  | 3B         | Canottieri Ongina | 1          | 2          |            | 2A | Sant'Anna | 3      | 1       | 3      |        |        |
|  |            |                   |            |            |            | 2A | Sant'Anna | 3      | 1       | 3      |        |        |
|  |            |                   |            |            |            |    |           | 3A     | Fossano | 0      | 3      | 1      |
|  | 2B         | Castellana        | 1          | 1          |            |    |           | 3A     | Fossano | 0      | 3      | 1      |
|  | 2B         | Castellana        | 1          | 1          |            |    |           |        |         |        |        |        |
|  | 3A         | Fossano           | 3          | 3          |            |    |           |        |         |        |        |        |
|  | 3A         | Fossano           | 3          | 3          |            |    |           |        |         |        |        |        |

|  | Semifinali | Semifinali        | Semifinali | Semifinali | Semifinali |    |       | Finale | Finale            | Finale | Finale | Finale |
|  |            |                   |            |            |            |    |       |        |                   |        |        |        |
|  | 2C         | Prata             | 3          | 3          |            |    |       |        |                   |        |        |        |
|  | 2C         | Prata             | 3          | 3          |            |    |       |        |                   |        |        |        |
|  | 3D         | Scandiano         | 1          | 1          |            |    |       |        |                   |        |        |        |
|  | 3D         | Scandiano         | 1          | 1          |            | 2C | Prata | 0      | 3                 | 2      |        |        |
|  |            |                   |            |            |            | 2C | Prata | 0      | 3                 | 2      |        |        |
|  |            |                   |            |            |            |    |       | 2D     | Stadium Mirandola | 3      | 2      | 3      |
|  | 2D         | Stadium Mirandola | 3          | 3          |            |    |       | 2D     | Stadium Mirandola | 3      | 2      | 3      |
|  | 2D         | Stadium Mirandola | 3          | 3          |            |    |       |        |                   |        |        |        |
|  | 3C         | Montebelluna      | 0          | 1          |            |    |       |        |                   |        |        |        |
|  | 3C         | Montebelluna      | 0          | 1          |            |    |       |        |                   |        |        |        |

|  | Semifinali | Semifinali  | Semifinali | Semifinali | Semifinali |  |    | Finale | Finale   | Finale | Finale | Finale |
|  |            |             |            |            |            |  |    |        |          |        |        |        |
|  | 2E         | Arno        | 3          | 0          | 3          |  |    |        |          |        |        |        |
|  | 2E         | Arno        | 3          | 0          | 3          |  |    |        |          |        |        |        |
|  | 3F         | Roma 7      | 0          | 3          | 2          |  |    |        |          |        |        |        |
|  | 3F         | Roma 7      | 0          | 3          | 2          |  | 2E | Arno   | 1        | 3      | 3      |        |
|  |            |             |            |            |            |  | 2E | Arno   | 1        | 3      | 3      |        |
|  |            |             |            |            |            |  |    | 3E     | Morciano | 3      | 0      | 2      |
|  | 2F         | Isola Sacra | 1          | 2          |            |  |    | 3E     | Morciano | 3      | 0      | 2      |
|  | 2F         | Isola Sacra | 1          | 2          |            |  |    |        |          |        |        |        |
|  | 3E         | Morciano    | 3          | 3          |            |  |    |        |          |        |        |        |
|  | 3E         | Morciano    | 3          | 3          |            |  |    |        |          |        |        |        |

|  | Semifinali | Semifinali          | Semifinali | Semifinali | Semifinali |    |          | Finale | Finale  | Finale | Finale | Finale |
|  |            |                     |            |            |            |    |          |        |         |        |        |        |
|  | 2G         | Alessano            | 3          | 3          |            |    |          |        |         |        |        |        |
|  | 2G         | Alessano            | 3          | 3          |            |    |          |        |         |        |        |        |
|  | 3H         | Ragusa              | 0          | 0          |            |    |          |        |         |        |        |        |
|  | 3H         | Ragusa              | 0          | 0          |            | 2G | Alessano | 3      | 3       |        |        |        |
|  |            |                     |            |            |            | 2G | Alessano | 3      | 3       |        |        |        |
|  |            |                     |            |            |            |    |          | 3G     | Pulsano | 0      | 1      |        |
|  | 2H         | Volo Virtus Lamezia | 1          | 1          |            |    |          | 3G     | Pulsano | 0      | 1      |        |
|  | 2H         | Volo Virtus Lamezia | 1          | 1          |            |    |          |        |         |        |        |        |
|  | 3G         | Pulsano             | 3          | 3          |            |    |          |        |         |        |        |        |
|  | 3G         | Pulsano             | 3          | 3          |            |    |          |        |         |        |        |        |

#### Risultati

##### Semifinali
| Gara 1 |                                  |     |                            |
|        |                                  |     |                            |
| 11-05  | Sant'Anna - Canottieri Ongina    | 3-1 | 18-25, 26-24, 25-21, 25-22 |
| 11-05  | Castellana - Fossano             | 1-3 | 25-21, 17-25, 21-25, 11-25 |
| 11-05  | Prata - Scandiano                | 3-1 | 22-25, 25-20, 25-16, 29-27 |
| 11-05  | Stadium Mirandola - Montebelluna | 3-0 | 25-20, 25-18, 26-24        |
| 11-05  | Arno - Roma 7                    | 3-0 | 25-19, 25-13, 25-18        |
| 11-05  | Isola Sacra - Morciano           | 1-3 | 24-26, 22-25, 25-20, 25-27 |
| 11-05  | Alessano - Ragusa                | 3-0 | 25-16, 25-14, 25-21        |
| 12-05  | Volo Virtus Lamezia - Pulsano    | 1-3 | 25-20, 23-25, 22-25, 18-25 |

| Gara 2 |                                  |     |                                   |
|        |                                  |     |                                   |
| 18-05  | Canottieri Ongina - Sant'Anna    | 2-3 | 25-17, 19-25, 25-21, 23-25, 10-15 |
| 18-05  | Fossano - Scandiano              | 3-1 | 27-25, 25-14, 19-25, 25-18        |
| 18-05  | Scandiano - Prata                | 1-3 | 9-25, 25-27, 25-22, 15-25         |
| 18-05  | Montebelluna - Stadium Mirandola | 1-3 | 19-25, 25-23, 23-25, 18-25        |
| 18-05  | Roma 7 - Arno                    | 3-0 | 26-24, 32-30, 25-15               |
| 19-05  | Morciano - Isola Sacra           | 3-2 | 21-25, 25-16, 23-25, 25-19, 15-13 |
| 18-05  | Ragusa - Alessano                | 0-3 | 16-25, 20-25, 21-25               |
| 19-05  | Pulsano - Volo Virtus Lamezia    | 3-1 | 20-25, 27-25, 25-20, 25-17        |

| Gara 3 |               |     |                                  |
|        |               |     |                                  |
| 22-05  | Arno - Roma 7 | 3-2 | 23-25, 25-22, 25-20, 22-25, 15-9 |

##### Finale
| Gara 1 |                           |     |                            |
|        |                           |     |                            |
| 25-05  | Sant'Anna - Fossano       | 3-0 | 25-20, 25-21, 26-24        |
| 25-05  | Prata - Stadium Mirandola | 0-3 | 21-25, 11-25, 21-25        |
| 25-05  | Arno - Morciano           | 1-3 | 25-13, 23-25, 27-29, 22-25 |
| 25-05  | Alessano - Pulsano        | 3-0 | 25-21, 25-19, 25-22        |

| Gara 2 |                           |     |                            |
|        |                           |     |                            |
| 01-06  | Fossano - Sant'Anna       | 3-1 | 25-20, 25-21, 24-26, 25-17 |
| 01-06  | Stadium Mirandola - Prata | 1-3 | 21-25, 25-17, 22-25, 23-25 |
| 02-06  | Morciano - Arno           | 0-3 | 23-25, 21-25, 19-25        |
| 02-06  | Pulsano - Alessano        | 1-3 | 22-25, 25-17, 23-25, 20-25 |

| Gara 3 |                           |     |                                  |
|        |                           |     |                                  |
| 05-06  | Sant'Anna - Fossano       | 3-1 | 28-30, 25-16, 25-22, 25-21       |
| 05-06  | Prata - Stadium Mirandola | 2-3 | 25-22, 25-10, 29-31, 20-25, 9-15 |
| 05-06  | Arno - Morciano           | 3-2 | 25-15, 23-25, 25-21, 21-25, 15-9 |

## Verdetti

### Squadre promosse
- 4 Torri Ferrara
- Alessano
- Arno
- Civita Castellana
- Falchi Ugento
- Forlì
- Parella
- Sant'Anna
- Segrate
- Silvolley
- Stadium Mirandola
- Trapani

### Squadre retrocesse
- Adriavolley
- Aduna Padova
- Agliatese
- Anguillara
- Augusta
- Bacci
- Bellusco
- Club Cesena
- Fucecchio
- Gemona
- Gran Volley
- Hatria
- Lucernate
- M. Roma
- Massa
- Porto Ravenna
- Quaderni
- Rossano
- Santhia
- Silvio Pellico 3P
- Virtus Paglieta